# 칼가쿠스

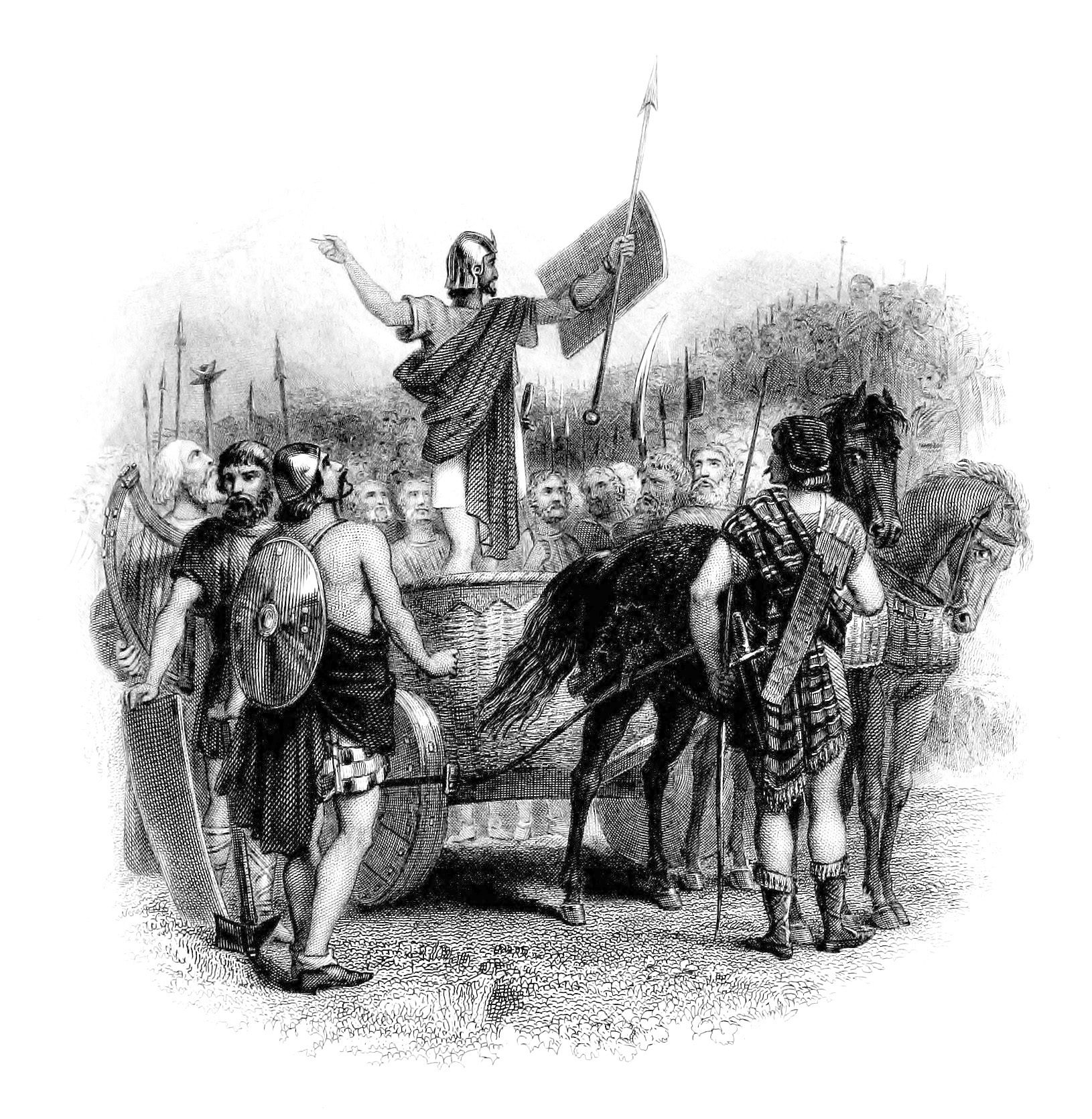
칼가쿠스가 칼레도니아인들에게 연설하는 모습을 그린 19세기 판화

칼가쿠스 (Calgacus)는 서기 83년~84년 스코틀랜드 북동부에서 벌어진 몬스 그라우피우스 전투에서 그나이우스 율리우스 아그리콜라가 이끄는 로마군에 맞서 싸운 것으로 알려진 칼레도니아 부족연합의 수장으로, 로마 역사가 타키투스의 저작에서 언급된다.
칼가쿠스라는 이름은 브리튼어로 '* calg-ac-os', 즉 '칼날을 쥐다'로 해석될 수 있으며, 스코틀랜드 게일어 단어인 calgach (→까칠한, 사나운)과 연관이 있는 것으로도 볼 수 있다. 칼가쿠스라는 단어가 실제 이름인지 아니면 칭호인지는 알 수 없다.

## 생애
칼가쿠스는 칼레도니아 (오늘날의 스코틀랜드) 사람 가운데 가장 최초로 문헌에 이름을 남긴 인물이다. 칼가쿠스를 언급한 사람은 로마 역사학자 타키투스 아그리콜라가 유일한데, 그는 칼가쿠스를 "족장들 사이에서 집안과 용맹함이 가장 뛰어난 사람"으로 소개하고 있다.
타키쿠스는 브리타니아의 아그리콜라 총독이 칼레도니아 원정에 나서면서 치렀던 몬스 그라우피우스 전투에 앞서 칼가쿠스가 연설을 했다고 전하고 있다. 이 연설은 로마가 브리타니아를 착취하는 행태를 지적하고 군대로 하여금 싸울 것을 독려하는 내용을 담고 있다.
다음은 타키투스가 저서 《아그리콜라》 (Agricola)에서 소개한 칼가쿠스의 연설문이다. 다만 학계에서는 이 책의 주인공인 그나이우스 율리우스 아그리콜라가 칼가쿠스의 장인이라는 점에서 다소 편향된 내용이 있을 수 있음을 지적한다.
이 전쟁이 무엇으로부터 기원하였고 우리의 입장이 무엇인지를 생각할 때마다 본인은 오늘 여러분의 연합군이 브리튼 전체를 위한 자유의 시작이 될 것이라 믿어 의심치 않는다. 우리 모두에게 있어 노예제라 함은 이해할 수 없는 것이다. 우리 앞에는 살 땅도 없고 바다조차도 로마 함대의 위협으로 안심할 수 없다. 그리하여 전쟁과 전투에서는 용감한 자가 영광을 찾을 것이오, 겁쟁이만 안위를 찾을 것이다. 그때의 운에 따라 로마인들이 저항받았던 지나온 다툼 속에서, 우리는 브리타니아에서 가장 잘 알려진 나라에, 그 나라의 정중앙에 모여 살며, 정복할 해안지대가 더는 보이지 않는 이곳에, 노예제의 전파로 눈앞을 더럽히지 않을 수 있다는 점에서, 우리에게 여전히 마지막 숙원의 희망을 남겼다.
대지와 자유로부터 가장 먼 곳에 살고 있는 우리에게, 이 브리튼의 영광이 가득한 외딴 성역은 지금껏 방어의 수단이었다. 그러나 지금 브리튼 최후의 변방은 열려 버렸고, 알 수 없는 자들이 경탄스런 자들로 통한다. 그럼에도 우리 너머에는 부족도 없고, 파도와 바위 말고는 아무것도 없을 것이며, 더욱이 그보다도 끔찍한 로마인들 밖에 없을 것이다. 그들의 압박으로부터 복종과 항복으로 벗어나려는 것은 헛된 일이다. 세상의 강도들이 벌이는 약탈은 대지를 고갈시키고 깊은 곳까지 싹싹 뒤지기 마련이다. 적이 부유하면 탐욕스러운 법이요, 적이 가난하면 영토를 탐내는 법이다. 동에서도 서에서도 그들을 만족시킬 수는 없었다. 부족민들 사이에서 그들은 가난과 부를 동등하게 탐냈다. 강도에게, 학살자에게, 약탈자에게, 그들은 제국의 이름을 붙여 속이고, 고독을 만들고서 평화라 부른다.

연설 이후 본격적인 전투나 그 이후에 칼가쿠스의 이름은 등장하지 않으며, 아그리콜라 총독이 칼레도니아인들을 격퇴한 뒤 사로잡은 인질들 가운데서도 칼가쿠스의 이름은 소개되지 않는다. 따라서 칼가쿠스의 연설은 물론 칼가쿠스 본인에 대해서도 실존 여부가 의심된다.
한편 칼가쿠스의 연설은 "그들은 사막을 만들고 그것을 평화라고 부른다" (they make a desert and call it peace)는 명언으로 와전되기도 하였다.